# Austral (språk)
Austral, eller tubuai, är ett polynesiskt språk som talas i Franska Polynesien. Språket talas av ungefär 8000 (1987). Många av talare är tvåspråkiga och brukar byta till tahitiska.
Dess närmaste släktspråk är bl.a. tahitiska och rarotongesiska. Austral anses vara hotat.
Språket har ingen skriftlig standard.

## Fonologi

### Konsonanter
|           | Labial | Alveolar | Glottal |
| --------- | ------ | -------- | ------- |
| Nasal     | m      | n        |         |
| Klusil    | p      | t        | ʔ       |
| Frikativ  | f \| v |          |         |
| Tremulant |        | r        |         |

Källa:

### Vokaler
|              | Främre | Central | Bakre |
| ------------ | ------ | ------- | ----- |
| Sluten       | i      |         | u     |
| Mellansluten | e      |         | o     |
| Öppen        |        | a       |       |

Källa: